# Silverio Cañada
Silverio Cañada Acebal (Gijón; 31 de agosto de 1938 - Oviedo; 19 de mayo de 2002), fue un editor español.

## Biografía
Hijo de un pequeño empresario y bibliófilo, fue padre de tres hijos, uno de ellos, Silverio Cañada Estébanez, que se dedica también al mundo editorial.

### Trayectoria
Se formó de manera autodidacta; fundó en 1967 Ediciones Júcar, cuya primera obra publicada fue la novela corta Chuso Tornos, peso pluma, de Eduardo Alonso González, que mereció el Premio del Ateneo Jovellanos. Sus mayores empresas fueron la Gran Enciclopedia Asturiana y la Gran Enciclopedia Gallega.

## Premio de Narrativa Silverio Cañada
En el año 2010 se creó el Premio de Narrativa Silverio Cañada, en su memoria.